# イェセニツェ
イェセニツェ（Jesenice (na Gorenjskem), ドイツ語：Aßling in Krain）は、スロベニアの市で、カラヴァンケ山脈のスロベニア側（オーストリアの南側）にある。スロベニア最大の製鉄会社アクロニとその会社がスポンサーとなっているホッケーのチームで知られる。地名の由来はセイヨウトネリコ（スラブ語ではイェセン jesen）という木である。イェセニツェ市の歴史は製鉄業と金属工学と共にある。

## 概要
イェセニツェは上カルニオラ地方のゴルンイェサフスカ盆地にある。カラヴァンケ山脈に北をメツァクラ山地に南を囲まれており、カラヴァンケ山脈の向こうにはオーストリアのフィラッハという都市がある。15キロ北東にクランスカ・ゴーラが10キロ南東にブレッドがある。イェセニツェの気候は温帯でアルプス山脈から大きな影響を受けている。隣接市町村はモイストラーナ、フルシツァ、ジロヴニツァ、ブレッド。
また、毎年4月にフィギュアスケートのトリグラフトロフィーが開催される。